# Tulio Peramo Cabrera
Tulio Peramo Cabrera (* 14. September 1948 in Havanna, Kuba) ist ein kubanischer Komponist, Sänger und Musiklehrer.

## Leben
Tulio Peramo Cabrera wurde am 14. September 1948 in Havanna geboren. Er startete seine musikalische Fachausbildung als Sänger, bevor er sich dem Komponieren zuwandte. Er studierte Gesang bei Konstanza Kirova an der Escuela Nacional de Arte und Komposition bei Roberto Valera am Instituto Superior de Arte de La Habana. Später waren Félix Guerrero und Harold Gramatges seine Lehrer.
Heute gilt Peramo Cabrera als einer der größten Komponisten Kubas. Sein Schaffen ist hauptsächlich auf Kammermusik und orchestrale Werke ausgerichtet und hat einen besonderen Schwerpunkt auf der Gitarrenmusik, obwohl Cabrera selbst das Instrument nur mäßig spielt. Seine Werke werden regelmäßig beim Havana Festival for Contemporary Music und dem Havana International Guitar Festival aufgeführt. Für seine Stücke gewann er unter anderem Preise von der Cuban League of Artists and Writers im Jahr 1987, vom Agustín Barrios Competition for original pieces for guitar in Paraguay im Jahr 1994 und bei der Rodrigo Riera Competition in Caracas 1997. Viele seiner Stücke wurden prämiert und aufgezeichnet von bekannten Gitarristen wie Eliot Fisk oder Johannes Tonio Kreusch.
Die künstlerische Partnerschaft mit dem deutschen Gitarristen Johannes Tonio Kreusch war sicher Grundlage vieler dieser Stücke. Johannes Kreusch spielte viele Uraufführungen der von Peramo Cabrera komponierten Werke in München und in der Carnegie Hall in New York.
Heute unterrichtet Peramo Cabrera Komposition an der Musikhochschule in Havanna.

## Werke (Auswahl)
- Cinco Preludios „Homenaje a Heitor Villa-Lobos“ für Gitarre solo
- Canto de Septiembre für Gitarre solo
- En Tardes de Lluvia für Gitarre solo
- Tres Imágenes Cubanas für Gitarre und Streichquartett
- Aires de la Tierra für Gitarre und Sopran
- zwei Konzerte für Gitarre und Orchester
- Tres Preludios für Saxophon und Klavier

## Diskographie
- Portraits of Cuba von Johannes Tonio Kreusch
- Hommage a Heitor Villa-Lobos von J. T. Kreusch
- Canciones Latinas von Eliot Fisk und Paula Robinson (Flöte)